# Regiunea Pskov
Regiunea Pâskov (în rusă Псковская область) este o regiune administrativă situată în partea de nord-vest a Rusiei. Regiunea se află la est de țările baltice Lituania și Estonia, ca și Belarus. În partea de est a regiunii se află lacul Pâskov și curge râul cel mai important al regiunii Velikaia. Regiunea, din punct de vedere geografic, este situată în „depresiunea europeană de est”, clima regiunii este o climă tipic continentală, cu precipitații reduse, ierni gerose și veri călduroase. Pădurile ocupă ca. 40% din suprafața regiunii. Rușii sosesc în regiune prin secolul al X-lea, iar prin secolele XII-XIII a aparținut regiunii și orașul Novgorod, orașul Pâskov fiind printre cele mai vechi orașe rusești. Regiunea a fost locul unor conflicte cu cavalerii cruciați (mai precis, teutonii) și, mai târziu, cu regatul Poloniei. Prin extinderea prin secolul al XVIII-lea a Rusiei spre vest, regiunea pierde din importanță. După proclamarea independenței Țărilor Baltice în 1991, regiunea devine izolată, are probleme economice și a scăzut numărul populației regiunii. Ramurile industriale existente sunt industria electronică, textilă și agricultura, lacurile regiunii sunt un punct de atracție pentru turiști.
Orașele mai importante din regiune sunt: Pâskov și Velikie Luki.